# Carlos Rafael Silva
Carlos Rafael Silva (Caracas,[cita requerida] 15 de septiembre de 1925 - 18 de agosto de 2016[cita requerida]) fue un economista, académico, docente y político venezolano, quien fue ministro en los gobiernos de Carlos Andrés Pérez, Jaime Lusinchi y Ramón J. Velásquez, así como superintendente de SUDEBAN y presidente del Banco Central de Venezuela.

## Biografía
Cursó estudios superiores en la Universidad Central de Venezuela y recibió los títulos de Licenciado y luego de Doctor en Ciencias Económicas y Sociales. Posteriormente siguió estudios de postgrado en las Universidades de Columbia, Nueva York y de California en Berkeley, en los Estados Unidos.
Ingresó al Banco Central de Venezuela en agosto de 1948 siendo aún estudiante. Allí desarrolló una extensa carrera, desempeñando múltiples cargos técnicos -entre ellos, el de Adjunto al Consejero Económico y Financiero del Instituto-. A mediados de 1958 asumió el cargo de Superintendente de Bancos de Venezuela, posición que desempeñó hasta febrero de 1961, cuando fue designado primer Vicepresidente del Banco Central de Venezuela, posición en la cual duró 16 años al haber sido ratificado en tres ocasiones sucesivas por voto unánime de los miembros del Directorio. En 1977, el presidente Carlos Andrés Pérez lo nombra Ministro de Educación.
A principios de 1979 fue designado presidente del Banco Central de Venezuela para completar el periodo de su antecesor, que vencía en marzo de 1981. En el campo público, ha sido, además, presidente del Consejo de Economía Nacional; Ministro de Estado, Presidente del Fondo de Inversiones de Venezuela durante la presidencia de Jaime Lusinchi y Ministro de Hacienda durante la presidencia interina de Ramón J. Velásquez. En el campo docente alcanzó la jerarquía de profesor titular en las Facultades de Economía de la Universidad Central de Venezuela y Católica Andrés Bello y fue decano de la Facultad de Economía de esta última Universidad durante cinco años. Es profesor honorario de la Universidad Simón Rodríguez y Doctor Honoris Causa de la Universidad "Simón Bolívar" de Barranquilla, Colombia.
Fue miembro de la Comisión Redactora de los Proyectos de Ley del Banco Central de Venezuela y de la Ley General de Bancos y Otros Institutos de Crédito en 1954; miembro de la Comisión encargada de elaborar el Proyecto de Ley Estímulo al Desarrollo de Inversiones Nacionales y Extranjeras y miembro de la Comisión encargada de preparar el Proyecto de Ley Orgánica que Reserva al Estado la Industria y el Comercio de los Hidrocarburos en 1975. Fue presidente del Colegio de Economistas de Venezuela e individuo de número y fundador de la Academia Nacional de Ciencias Económicas de Venezuela. En el campo internacional ha sido Gobernador y representante por Venezuela ante el Fondo Monetario Internacional para el Desarrollo Agrícola (FIDA), Roma, y el Fondo de la OPEP. Presidió durante dos años el Grupo Intergubernamental de los 24 para Asuntos Monetarios Internacionales. Igualmente, ocupó la Presidencia del Consejo Ministerial del Fondo de la OPEP.
Concluida su trayectoria pública, en el ámbito privado ha sido presidente del Consejo Consultivo de Pro-Venezuela y miembro de la Junta Directiva de dicha Organización. Es miembro del Consejo General de la Fundación "La Casa de Bello" y de la Fundación "Francisco Herrera Luque". Adicionalmente, ha sido presidente de la Junta Directiva del Banco de Inversión del Caribe y director principal del Banco del Caribe. Fue condecorado con la Orden del Libertador en el Grado de "Comendador" y la Orden de las Palmas Magisteriales del Perú.

## Publicaciones
Entre sus obras publicadas destacan: 
- Temas financieros venezolanos - Caracas, 1962
- Concepto, composición y función de las reservas monetarias internacionales: Análisis pormenorizado del caso venezolano - Ediciones del Cuatricentenario de Caracas, Caracas, 1967
- La actual coyuntura del sistema monetario internacional y su incidencia sobre los países en desarrollo - Federación de Colegios de Economistas de Venezuela, Caracas, 1973
- La reforma del sistema monetario internacional. Su reciente evolución y perspectivas - Banco Central de Venezuela, Caracas, 1975
- Bosquejo histórico del desenvolvimiento de la economía venezolana en el siglo XX - Banco Central de Venezuela, Caracas, 1976
- El dominio empresarial del Estado venezolano - Academia Nacional de Ciencias Económicas, Caracas, 1985
- La autonomía de acción de los Bancos Centrales y el caso venezolano - Academia Nacional de Ciencias Económicas, Caracas, 1987
- Medio siglo del Banco Central de Venezuela (ISBN 9789806149779) - Academia Nacional de Ciencias Económicas, Caracas, 1990
- Trayectoria de una Vida (ISBN 9789803360016) - Academia Nacional de Ciencias Económicas, Caracas, 2003